# Cyclaspis varians
Cyclaspis varians är en kräftdjursart. Cyclaspis varians ingår i släktet Cyclaspis och familjen Bodotriidae. Inga underarter finns listade i Catalogue of Life.